# Jiquilpan de Juárez
Jiquilpan de Juárez (meist nur Jiquilpan oder Xiuquilpan) ist eine Stadt mit gut 25.000 Einwohnern im Bundesstaat Michoacán in Mexiko. Der Name bedeutet so viel wie „Ort der gefärbten Pflanzen“; die Anfügung bezieht sich auf Benito Juárez, den berühmtesten Präsidenten Mexikos in den Jahren 1858 bis 1872. Jiquilpan ist wegen seiner kolonialzeitlichen Bauten als Pueblo Mágico eingestuft.

## Lage und Klima
Jiquilpan liegt auf ca. 1552 m Höhe etwa 235 km (Fahrtstrecke) westlich von Morelia, der Hauptstadt des Bundesstaats. Mexiko-Stadt ist ca. 500 km (Fahrtstrecke) bzw. nur gut 350 km (Luftlinie) in östlicher Richtung entfernt. Das Hochlandklima ist gemäßigt bis mild; Regen (ca. 2560 mm/Jahr) fällt hauptsächlich in den Monaten Juni bis Oktober.

## Bevölkerung
Jiquilpan hat etwa 25.000 meist indianisch-stämmige Einwohner und ist Verwaltungssitz des ungefähr 36.000 Einwohner zählenden Municipio Jiquilpan. Man spricht in der Hauptsache Spanisch und Purépecha.

## Wirtschaft
In der Region werden hauptsächlich Feigen, Ananas, Avocados, Guaven und Mangos angepflanzt. Die Stadt bildet das wirtschaftliche Zentrum von einem Dutzend Dörfern.

## Geschichte
Die Siedlung gehörte im beginnenden 15. Jahrhundert zum Einflussgebiet der Purépecha. Die Spanier unter der Führung von Nuño de Guzmán kamen um das Jahr 1530; der Franziskanerorden übernahm die Missionierung der Stadt und ihres Umlandes, die im 17. Jahrhundert ihre Blütezeit erlebten.

## Sehenswürdigkeiten
- Das Ortsbild ist geprägt vom Charme kolonialzeitlicher Bauten und vergleichsweise viel Grün.
- Das bedeutendste Bauwerk der Stadt ist der Ex-Convento franciscano; er stammt aus der Mitte des 16. Jahrhunderts, wurde aber mehrmals restauriert. Markant sind der schlanke hohe Fassadenturm sowie die Kuppel über der Vierung. Die Innenwände sind zum Teil mit Gemälden versehen.
- Die Iglesia del Sagrado Corazón mit ihren ungewöhnlich gestalteten Außenwänden ist ein Bau aus dem ausgehenden 19. Jahrhundert.
- Das Innere der Bibliotheca Pública ist mit 10 Fresken von José Clemente Orozco ausgestattet.

## Söhne und Töchter
- Anastasio Bustamante (1780–1853), dreimaliger Staatspräsident Mexikos in den Jahren 1830 bis 1841
- Lázaro Cárdenas (1895–1970), Staatspräsident Mexikos in den Jahren 1934 bis 1940
- Rafael Méndez (1906–1981), Solo-Trompeter und Orchesterleiter bei MGM
- Damián Alcázar (* 1953), Schauspieler und Regisseur
- José Armando Álvarez Cano (* 1960), römisch-katholischer Koadjutorerzbischof von Morelia